# Vivian Maier
Vivian Maier (New York, 1926. február 1. – Chicago, Illinois, 2009. április 21.) amerikai amatőr utcai fényképész.

## Élete
Életét szinte teljes homály fedi. Feminista és szókimondó hölgyként ismerték, aki imádta a külföldi filmeket, azonban szerette tartani a két lépés távolságot a magánéletében.
New Yorkban született, de gyermekkorának nagy részét Franciaországban töltötte, majd visszatért szülővárosába, ahol gyári munkásként helyezkedett el. 1956-ban Chicagóba költözött, ahol nagyrészt gyermekfelügyelőként dolgozott, jó negyven éven keresztül. Ezen idő alatt több mint 100 000 fényképet készített az emberekről és a városról, melyeket azonban – valószínűleg – soha, senkinek nem mutatott meg.
Idős korában rendkívül szerény körülmények között élt. A Gensburg testvérek, akikre gyermekként vigyázott, béreltek neki egy kis lakást Chicago északi részén, ahol aztán élete végéig lakott. 2008 novemberében elesett a jeges utcán és súlyos fejsérülést szenvedett, amiből haláláig nem épült fel.
New York és Chicago utcáin megörökítette az amerikai városok érdekességeit, ritka pillanatait. Az 1950-es évektől a kilencvenes évekig fényképezett. 1959-ben és 1960-ban világ körüli útra indult egyedül: fotózott Los Angelesben, Manilában, Bangkokban, Sanghaiban, Pekingben, Indiában, Szíriában, Egyiptomban és Olaszországban.
Életműve 90%-a előhívott negatívban, több ezer papírmásolatban és számtalan előhívatlan filmtekercsben maradt fenn.
Fotói 2007-ig teljesen ismeretlenek voltak. Egy aukciósház árverésén a helyi történész, John Maloof történeti adalékokat keresett Chicago múltjával foglalkozó könyvéhez, így vásárolta meg alig 400 amerikai dollárért a körülbelül 30 000 negatívot tartalmazó dobozt. A képeket elkezdte beszkennelni és az interneten megosztani. Hamar feltűnt neki Maier fotóstehetsége. A kezdeti 30 000 darabos gyűjtemény után vásárolt további negatívokat, képeket és filmtekercseket az aukciós háztól, és a többi licitálótól is, így gyűjteménye kb. 100 000 darabosra növekedett. John Maloof elmondása szerint Vivan Maier ismert fotóhagyatékának 90%-a már az ő tulajdonában van.
A fényképekből több könyv (Vivian Maier: Street Photographer; Vivian Maier: Out of the Shadows; Vivian Maier: Self-Portraits; Eye to Eye: Photographs by Vivian Maier) és filmek is készültek (Vivian Maier: Who Took Nanny's Pictures; Finding Vivian Maier).
Maier fotóira hamar felfigyelt a nemzetközi művészközösség is. Világszerte rendezik kiállításait.
| Vivian Maier egy fotója                   | Vivian Maier egy fotója                   |
| Kattints az alábbi külső linkek egyikére! | Kattints az alábbi külső linkek egyikére! |
| ----------------------------------------- | ----------------------------------------- |
| Nem található szabad kép.(?)              |                                           |
| külső link · jogvédett                    | 1953, New York                            |